# Vârful Măgura Priei, Munții Meseș
Măgura Priei (cu altitudinea maximă de 996 m, atinsă în vârful omonim) este o subdiviziune geomorfologică a Meseșului (grupare montană importantă a Munților Apuseni ce aparțin lanțului carpatic al Occidentalilor). Vârful Măgura Priei este o zonă montană de interes turistic al județului Sălaj și cel mai înalt vârf al Munților Meseș.

## Localizare
Vârful Măgura Priei se află în extremitatea nord-estică a Munților Apuseni și cea central-vestică a Meseșului , în sud-vestul județului Sălaj (în limitele teritoriale ale satului Pria), la limita  sud-vestică a graniței teritoriale cu județul Cluj, în imediata apropiere a drumului județean (DJ108G) care leagă localitatea Cizer, Sălaj de satul Vânători, Cluj.

## Istoric
Cercetările arheologice făcute de-a lungul timpului în zona Munților Meseșului aduc dovezi materiale de existența unei căi de comunicație (drum medieval) ce străbătea Măgura Priei, astfel, aici au fost descoperite ruinele unui turn roman de apărare și semnalizare, cu rol de supraveghere a drumului sării (transportul sării dinspre centrul Transilvaniei de la Turda, spre valea Someșului, apoi spre Europa Centrală). Descoperirea arheologică este consemnată (la pagina 91) în Repertoriului arheologic al județului Sălaj.

## Geologie  și geomorfologie
Măgura Priei face parte din ramificația nordică a Munților Apuseni caracterizată printr-un relief cu extensie redusă ca altitudine, culmii domoale (aflate în bazinul superior al văii Priei) acoperite în cea mai mare parte cu păduri de foioase, făgete, pajiști și fânețe brăzdate de mai multe pâraie cu debit redus de apă. 

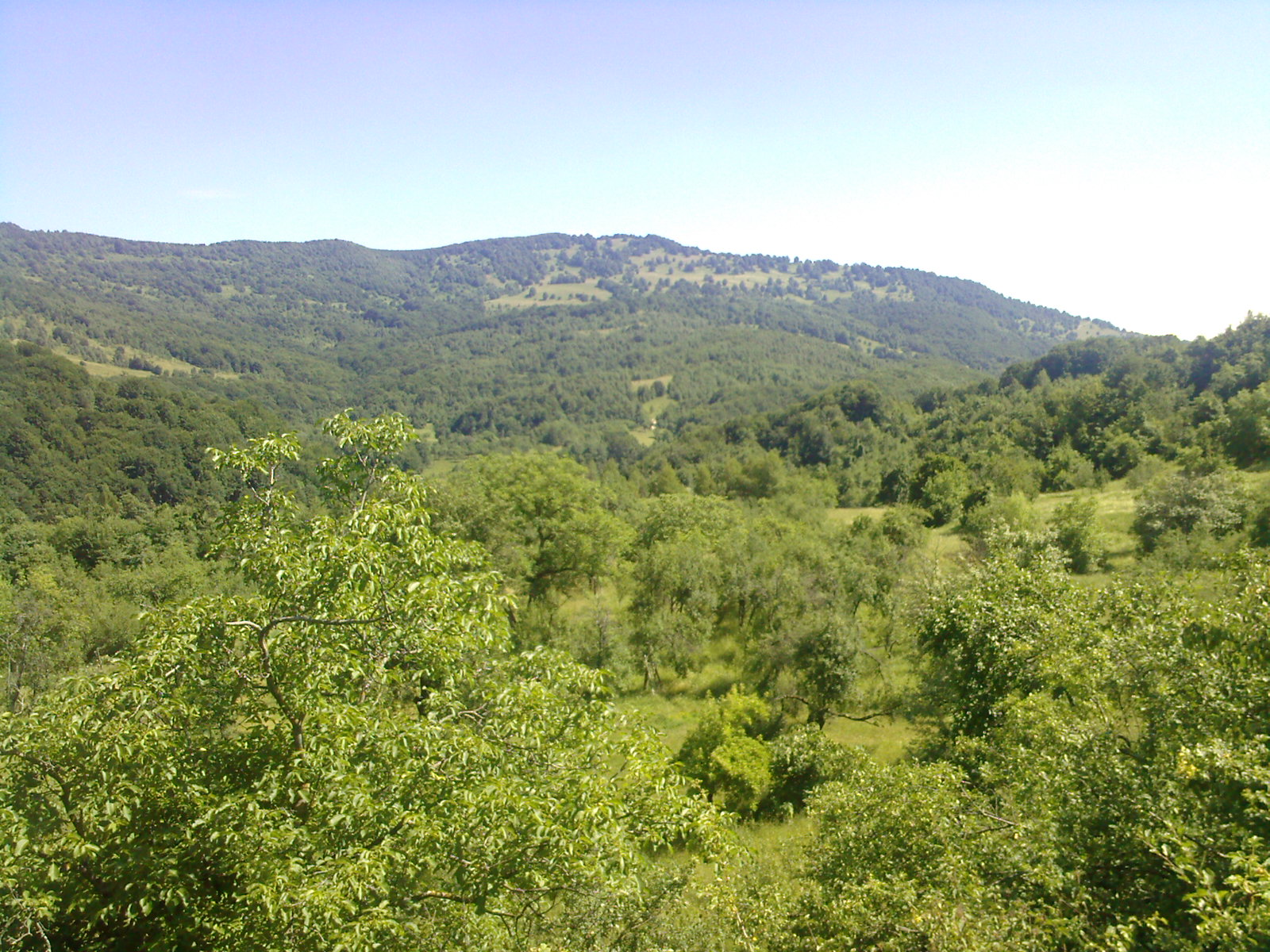
Imagine panoramică a Măgurii Priei

Dim punct de vedere geologic măgura este constituită pe șisturi cristaline și conglomerate de pietrișuri, nisipuri și argile. Versantul nordic și cel nord-estic este presărat pe alocuri cu stâncării calcaroase (de dimensiuni reduse) de culoare alb-cenușiu, la baza cărora sunt semnalate depozite minore de  grohotișuri rezultate în urma mai multor procese de eroziune desfășurate de-a lungul timpului.
În versantul stâng al văii Coltăului, aproape de confluența cu pârâul Țâcârlăului se află un afloriment (abrupt calcaros - încă neexplorat) de interes paleontologic cunoscut de localnici sub denumirea de Râpa Albă. Acesta prezintă resturi fosilifere (cochilii de melci) depozitate în strate de rocă sedimentară constituită din marnă calcaroasă. Acest fenomen este întâlnit și în abruptul drumului ce traversează Zugăul, dar aici cochilile sunt stratificate în conglomerate alcătuite din argile și nisipuri.
Toponimie
Toponimele sunt legate de diminutive ce evidențiază în primul rând graiul locuitorilor satului Pria; astfel în arelul măgurii formele de relief (dealuri, stâncării, aflorimente, văi, pajiști, pășuni) sunt cunoscute sub diferite nume (oronime): Țâcârlău, Coltău, Valea Urzâcarului, Măgurice, Gribăn, Coasta Sclipturii, Purcăreță, Su' Izvoară, Su' Coaste, Râpa Albă, Pietricel, Grui, Osoi, Tăușoare, Su' Piatră, Vițălar, Capu Văii, Arsură, Tiiș, La Valauă, Taină, Iclejie, La Mormânt, La Cioroi, Băiasă, Rânșor, Dâmbu Gaidoș, Râtu Lung, Zugău, Brădulețe, Goroni, Brădet, Valea Crucii, Părăul Piciorului, Valea Poicului, Carpini, Diezurele.

## Biodiversitate
În zona teritorială a Măgurii Priei sunt întâlnite mai multe clase de habitate naturale de interes comunitar; astfel: păduri de Fagus sylvatica, păduri de Quercus petraea, păduri de Pinus sylvestris, păduri de amestec (fag și carpen), lunci aluvionare cu Alnus glutinosa, tufărișuri de mesteacăn și alun, pajiști și pășuni cu graminee. Acestea adăpostesc o gamă variată de floră spontană (arbori, arbusti, ierburi și flori) și faună sălbatică (mamifere, păsări, reptile, amfibieni și insecte) specifică nordului Apusenilor.

### Floră
Vegetația întâlnită este eterogenă, de la făgete și gorunete până la pajiști și plantații de conifere (pin).
Arbori și arbusti
Pădurile ce acoperă o importantă suprafață a măgurii au în componență arbori cu specii de: fag (Fagus sylvatica) în asociere cu gorun (Qercus petraea), carpen (Carpinus betulus), cer (Quercus cerris), frasin (Fraxinus excelsior), ulm (Ulmus foliaceae), stejar (Qercus robur), pin (plantație  cu Pinus sylvestris), mesteacăn (Betula pendula), măr-pădureț (Malus sylvestris), păr-pădureț (Pyrus pyraster). În luncile pâraielor vegetează specii arboricole de arin (Alnus glutinosa) și răchită (Salix fragilis).
Tufărișurile sunt constituite din mai multe specii de arbusti, dintre care: soc roșu (Sambucus racemosa) și socul negru (Sambucus nigra) , alun (Corylus avellana), lemnul câinelui (Ligustrum vulgare), sânger (Cornus sanguinea), corn (Cornus mas), clocotiș (Staphylea pinata), tulichină (Daphne mezereum), păducel (Crataegus monogyna), porumbar (Prunus spinosa), mur (Rubus fruticosus), măceș (Rosa canina), afin (Vaccinum myrtillus), zmeur (Rubus idaeus).
Specii ierboase
La nivelul ierburilor (atât în păduri, la marginea acestora, cât și pe suprafețele cu pajiști și pășuni) este întâlnită o mare varietate floristică, alcătuită în cea mai mare parte din plante cu specii mediteranene, daco-balcanice, pontice sau panonice; dintre care unele protejate la nivel european prin Directiva C.E. 92/43/CE din 21 mai 1992 (privind conservarea habitatelor naturale și a speciilor de faună și floră sălbatică). 

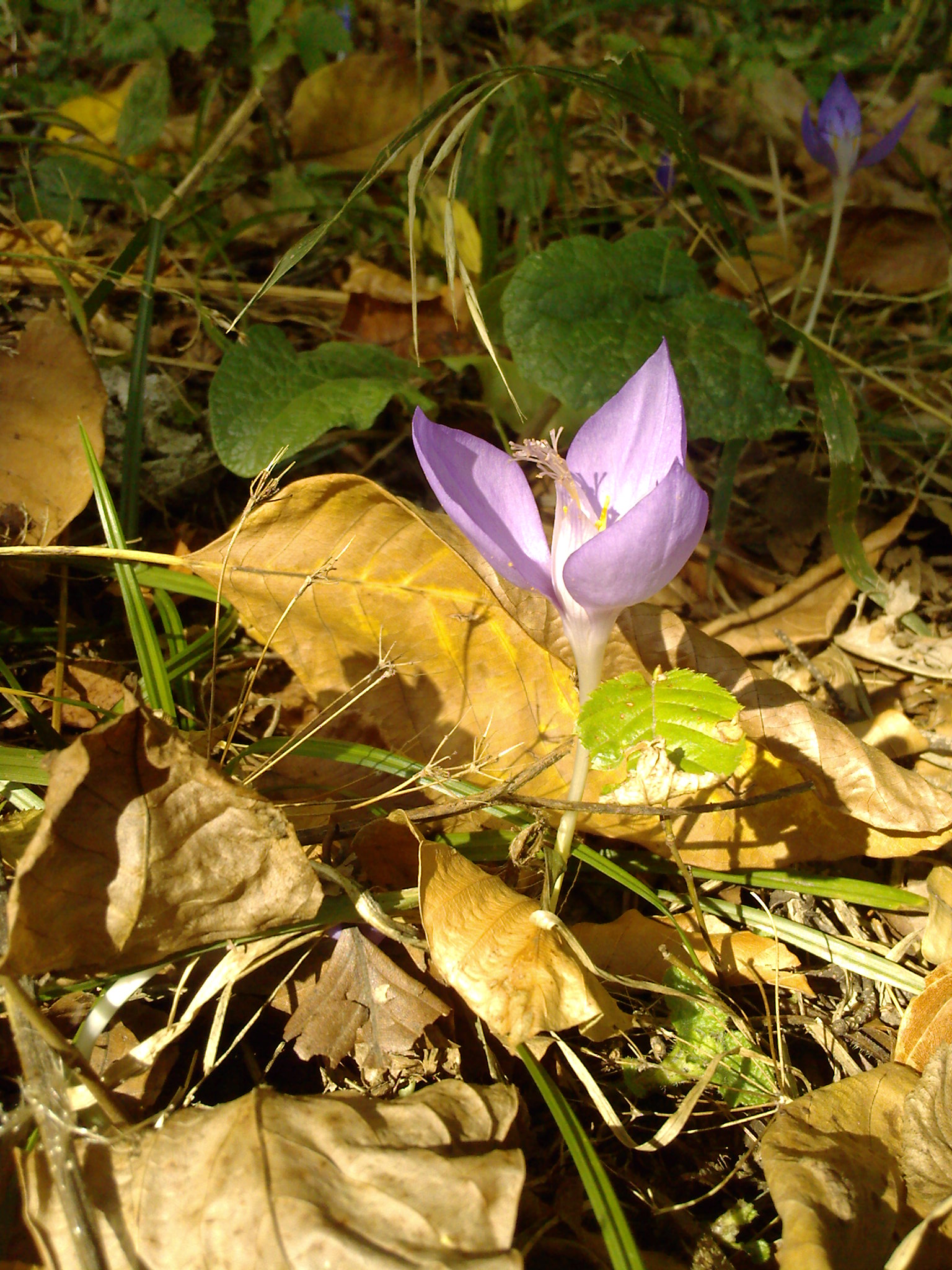
Brânduşă de toamnă

Printre speciile de plantele semnalate în arealul Măgurii Priei se află: laptele cucului (Euphorbya amygdaloides), osul iepurelui (Ononis spinosa), pătlăgină (Plantago major), clopoțel (Campanula serrata), plămânărică (Pulmonaria officinalis), vinariță (Asperula odorata), sânișoară (Sanicula europaea), păștiță (Anemone nemerosa), frag (Fragaria vesca), găinușe (Isopyrum thalictroides), brebenei (Corydalis solida), ciclamen (Cyclamen purpurascens), rostopască (Chelidonium majus), talpa gâștii (Leonurus cardiaca), tătăneasă (Symphytum officinale), traista-ciobanului (Capsella bursa-pastoris), țintaură (Centaurium umbellatum), viorele (Scilla bifolia), măcrișul iepurelui (Oxalis acetosella), silnic (Glechoma hirsuta), leurdă (Allium ursinum), brândușă de toamnă (din speciile Colchicum autumnale și Crocus banaticus - specie endemică pentru România), sânzâiene (Galium verum), margaretă (Leucanthemum vulgare), sunătoare (Hypericum perforatum), ghiocel (Galanthus nivalis), lușcă (Leucojum vernum), sulfină (melilotus officinalis), trifoi (Trifolium pratense), podbal (Tussilago farfara), scai vânăt (Eringium planum), coada-calului (Equisetum arvense), ciuboțica cucului (Primula veris), coada șoricelului (Achillea millefolium), ghințură galbenă (Gentiana lutea - specie protejată), mentă (Mentha piperita), păpădie (Taraxacum officinale) sau iarbă-neagră (Calluna vulgaris). 
Gramineele sunt prezente cu specii de: rogoz  (Carex acutiformis), firuță (Poa pratensis), șuvar de munte (Poa trivalis), scradă (Festuca drimeja), mălaiul cucului (Luzula campestris) sau horști (Luzula sylvatica).
Ciuperci
În pădurile de fag și gorun, în lizierele acestora și în tufărișurile de mesteacăn sunt întâlnite (începând cu mijlocul verii și până toamna târziu) un număr mare de ciuperci comestibile cu specii de: hrib (Boletus edulis), hrib pucios (Boletus aereus), ciupercă de câmp (Agaricus arvensis), oișcă (Russula virescens), roșcovă (Lactarius deliciosus), bureți usturoi (Lactarius piperatus), creasta cocoșului (Ramaria botrytis), bureți galbeni (Cantharellus cibarius) sau piciorul-căprioarei (Macrolepiota procera).

### Faună
Lumea animalelor este bine reprezentată de mai multe specii de mamifere, păsări, reptile, amfibieni și insecte (unele protejate la nivel european prin aceeași Directivă CE 92/43/CE din 21 mai 1992 sau aflate pe lista roșie a IUCN), astfel:

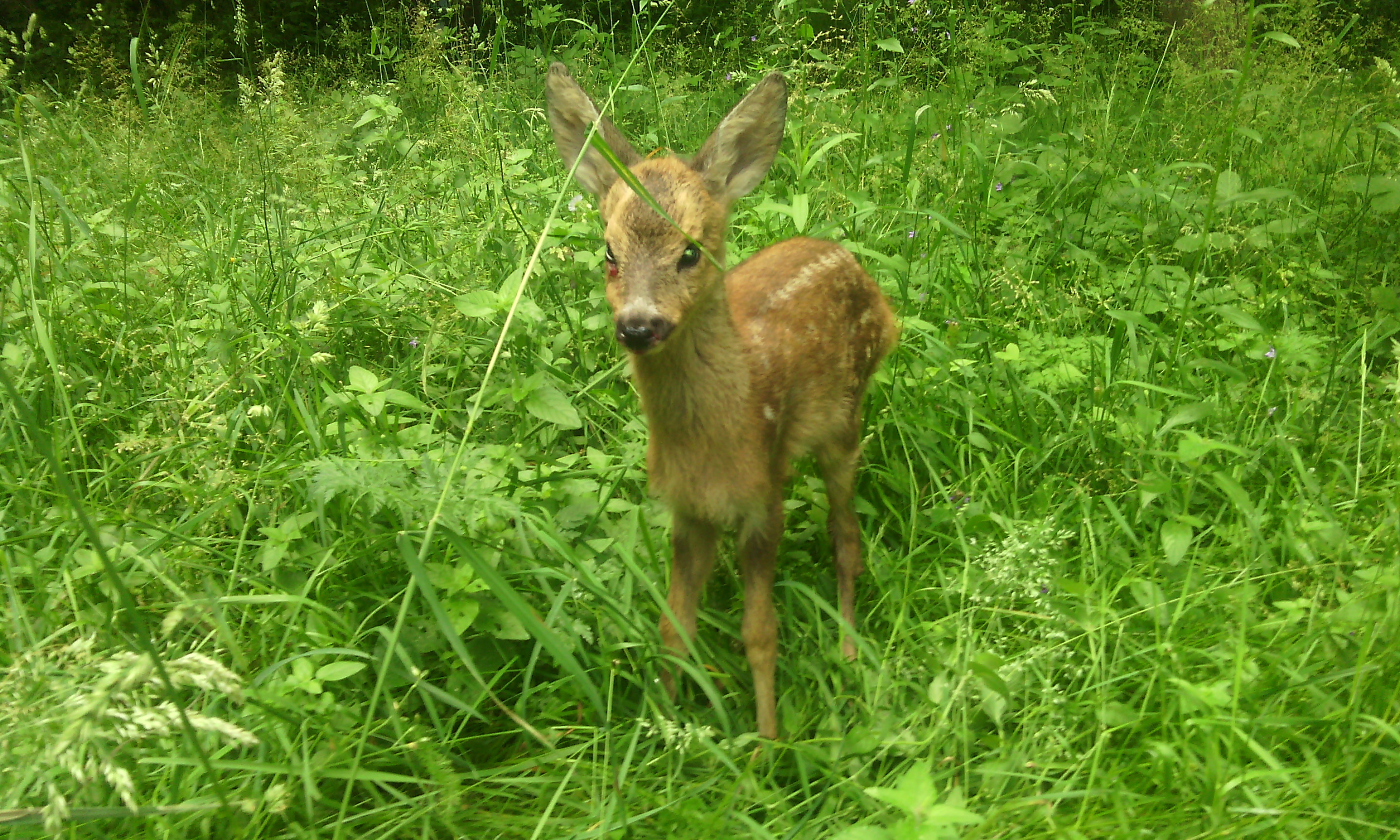
Pui de căprioară (Capreolus capreolus) surprins în habitatul său natural (Cărbunar)

Mamifere cu specii: lup (Canis lupus), mistreț (Sus scrofa), vulpe roșcată (Vulpes vulpes crucigera), căprioară (Capreolus capreolus),  viezure (Meles meles), veveriță (Sciurus carolinensis), dihor (Mustela putorius), iepure de câmp (Lepus europaeus); 
Păsări: pițigoi (Canus major), grangur (Oriolus oriolus), fazan (Phasianus colchicus),  ciocănitoare (cu specii de Dendrocopus major sau Drycopus martius), privighetoare (Luscinia megarhynchos), zaică (Garrulus glandarius), mierlă (Turdus merula), cioară de semănătură (Corvus frugilegus), rândunică (Tachycineta bicolor), vrabie (Passer domesticus), cuc (Cuculus canorulus), cinteză (Fringilla coelebs), uliu păsărar (Accipiter nisus); 
Reptile și amfibieni: șopârla de câmp (Lacerta agilis agilis), gușter (Lacerta viridis viridis), șarpele orb (Anguis fragilis), broască roșie (Rana temporaria), buhai de baltă cu burtă roșie (Bombina bombina), buhai de baltă cu burtă galbenă (bombina veriegata), broască verde (Bufo viridis), salamandră (Ambystoma maculatum).
Insecte cu specii de: fluturi, gărgărițe sau cărăbuși, dar și un coleopter cunoscut sub denumirea populară de  rădașcă (Lucanus cervus), ce-și are habitatul în zonele împădurite (pe scoarța copacilor sau printre frunzele uscate de pe sol) și se hrănește cu larve și furnici. Rădașca este o specie (protejată prin lege) ce aparține familiei Lucanidae.

## Hidrografie

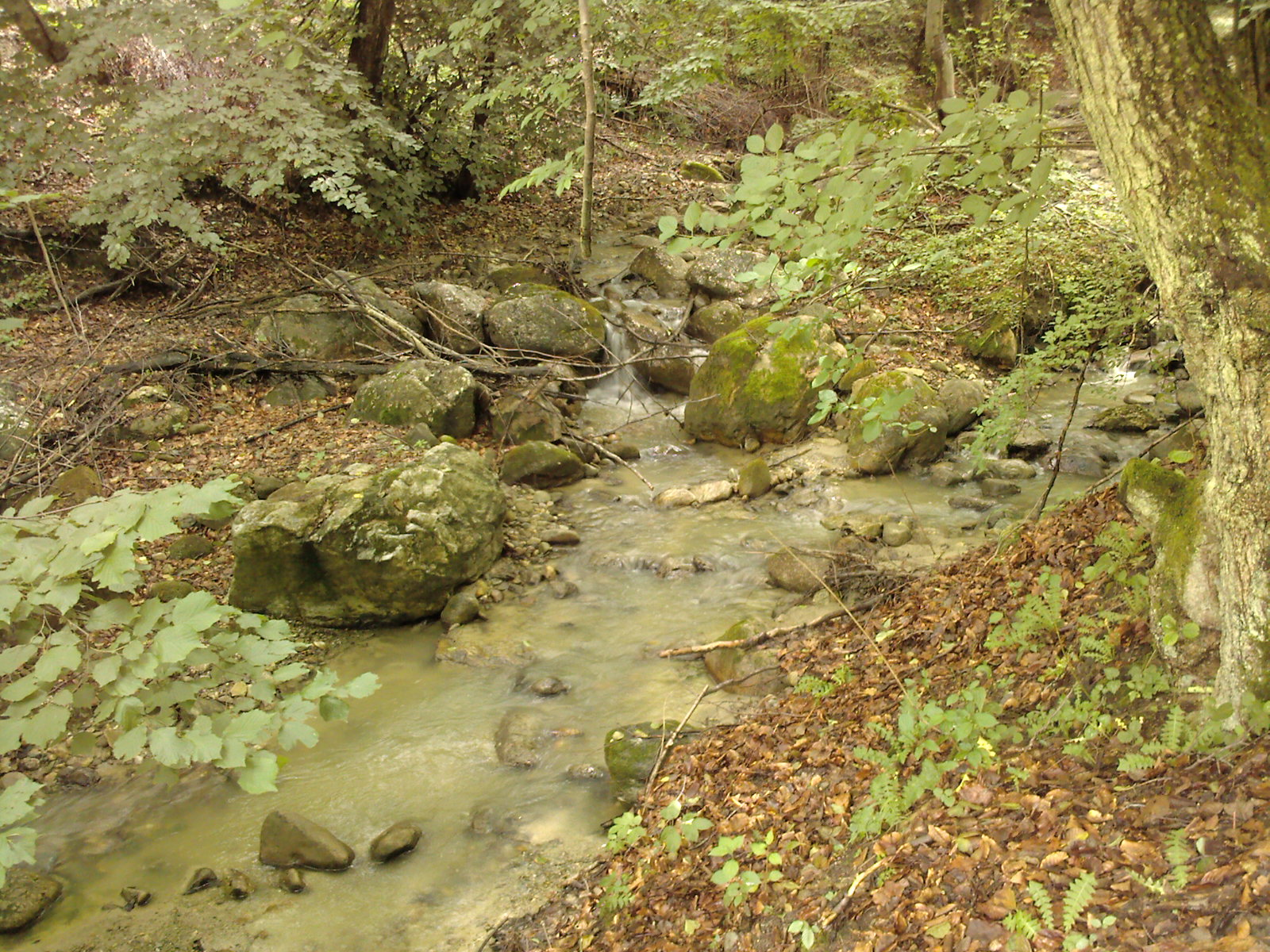
Părăul Coltăului, afluent de stânga al văii Priei

Principala caracteristică a rețelei hidrografice este repartiția uniformă a numărului de izvoare (care alimenteză numeroasele pâraie cu debit mic de apă, dar permanent) pe toată suprafața nordică a versantului măgurii.
Pânza freatică a Măgurii Priei este bine reprezentată de izvore (fântâni amenajate de-a lungul timpului de localnicii care își lucrau fânețele pe timpul verii): Fântâna Ioanii Niculaii, Fântâna Petrii Floarii, Fântâna Drenului, Fântâna Hașului, Fântâna Băicănești) care la rândul lor formează mai multe pâraie (Părăul Urzâcarului, Părăul Coltăului, Părăul Fânaților, Părăul Țâcârlăului, Părăul Brădulețului, Părăul Scurții; Părăul Ouăni) ce străbat versantul nordic, adunându-și apele în albia vaii Priei, unul din afluenții de dreapta al râului Crasna.
Lacurile (tăurile) sunt alimentate de izvoare sau de precipitațiile din timpul anului și sunt împrejmuite de mlaștini și turbării cu vegetație specifică zonelor umede.

## Căi de acces
- Drumul național (DN1H) Zalău - Vârșolț, de aici se intră în stânga pe drumul județean (DJ108G), pe ruta: Crasna - Cizer
- Drumul național (DN1) Cluj Napoca - Huedin - Ciucea - drumul județean (DJ108A), pe direcția Vânători

## Atracții turistice
Manifestare culturală

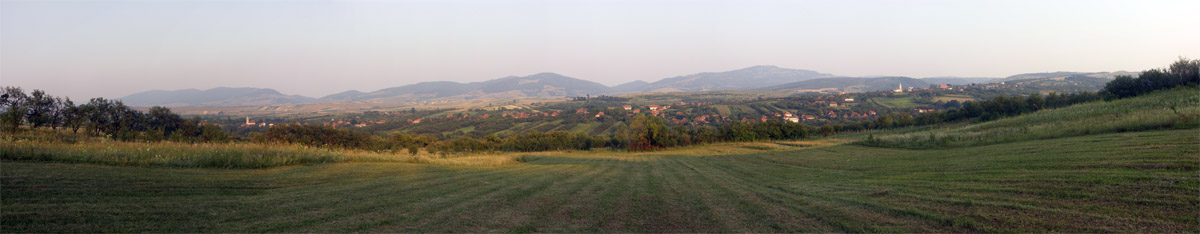
Imagine panoramică a comunei Cizer (în fundal Măgura Priei)

În Măgura Priei, în locul cunoscut de localnici sub denumirea de Purcăreață, are loc în fiecare an, în a II-a duminică a  lunii mai, tradiționala serbare câmpenească „Măsurișul oilor”. Prima ediție a măsurișului a avut loc în anul 1967, eveniment organizat la inițiativa și cu sprijinul regretatului fiu al satului Pria, Ioan Sonea. Evenimentul pastoral se desfășoară într-un cadru natural excepțional, la fiecare început al primăverii, odată cu împreunișul oilor. Măsurișul, odată cu trecerea timpului, a devenit o manifestare de amploare (cunoscută atât în întreg județul Sălaj cât și în județele vecine) ce îmbină folclorul muzical-coregrafic și portul popular cu obiceiurile și tradiția.

#### Obiective turistice
În vecinătatea măgurii se află mai multe obiective de interes turistic (lăcașuri de cult, monumente istorice, muzee, arii naturale protejate), astfel:

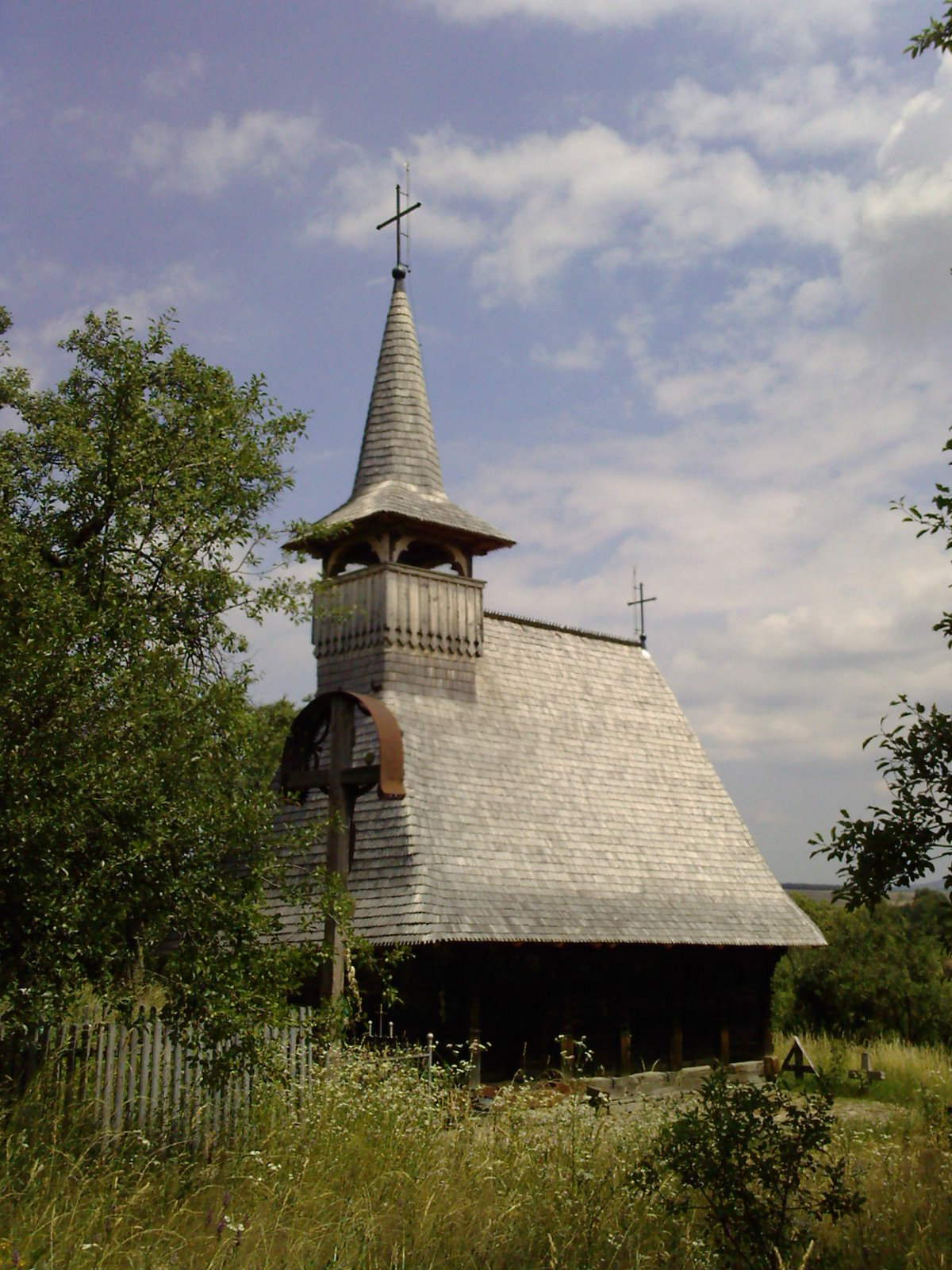
Biserica de lemn din Sârbi

- Biserica „Sfinții Apostoli Petru și Pavel” din Pria construită între anii 1930-1936.
- Biserica Nașterea Maicii Domnului din Cizer (construcție 1942-1948.
- Biserica de lemn din Răstolț datată din 1840, monument istoric.
- Biserica de lemn din Tusa (monument istoric) construită în secolul al XVIII-lea.
- Biserica de lemn din Sârbi construită în anul 1760 de către meșterii Achim Pop și Ivan Druglit și pictată de zugravul de biserici Dimitrie Ispas de la Gilău, monument istoric.
- Biserica de lemn din Fildu de Sus cu hramul „Pogorârea Duhului Sfânt” datată din 1727, monument istoric .
- Biserica de lemn din Gălpâia cu hramul „Nașterea Maicii Domnului”  (monument istoric) este construită în anul 1575 în satul Gălpâia și strămutată în 1939 în incinta muzeului de la Ciucea, Cluj.
- Castrul roman de la Buciumi, fortificație din piatră construită în anul 114 cu scop de apărare a orașului roman Porolissum[35].
- Muzeul din Cizer (casă de lemn acoperită cu paie, construită în   secolul al XVIII-lea).
- Conacul Octavian Goga din Ciucea, domeniu ce a aparținut familiei  marelui poet Octavian Goga și pe care se află casa memorială a poetului (conacul); casa (Casa Ady) memorială a poetului maghiar Ady Endre născut în comitatul Sălaj; casa de oaspeți (Casa albă), Mănăstirea „Nașterea Maicii Domnului”, biserica de lemn și mausoleul (Mausoleul iubirii).
- Lacul de acumulare de la Vârșolț.
- Rezervația peisagistică Tusa-Barcău (arie naturală protejată cu o suprafață de 13,43 hectare, de tip forestier și peisagistic) aflată pe teritoriul administrativ al comunei vecine, Sâg.